# Georges Achille-Fould
Georges Achille-Fould of Georges Achille-Fould Stirbey (Asnières-sur-Seine, 24 augustus 1868 - Ukkel, 24 augustus 1951) was een Franse schilderes.

## Biografie
Achille-Fould werd in 1868 geboren in Asnières-sur-Seine als dochter van actrice Josephine Wilhelmine Valérie Simonin, beter bekend onder haar pseudoniem Gustave Haller, en politicus Gustave-Eugène Fould (van de bankiersfamilie Fould). Haar vader stierf in 1884. Haar moeder hertrouwde met prins George Barbu Știrbei, die haar en haar zus, de schilderes Consuelo Fould, adopteerde. De twee zussen erfden het kasteel en het Park van Bécon en lieten een legaat na aan de stad Courbevoie om er het Roybet Fould-museum in te richten.
Haar schilderij Courtship werd opgenomen in het boek Women Painters of the World uit 1905. Haar werk maakte ook deel uit van het schilderevenement in de kunstwedstrijd op de Olympische Zomerspelen 1924 in Parijs. Achille-Fould overleed in Ukkel (Brussels Hoofdstedelijk Gewest) in 1951.

## Selectie werken

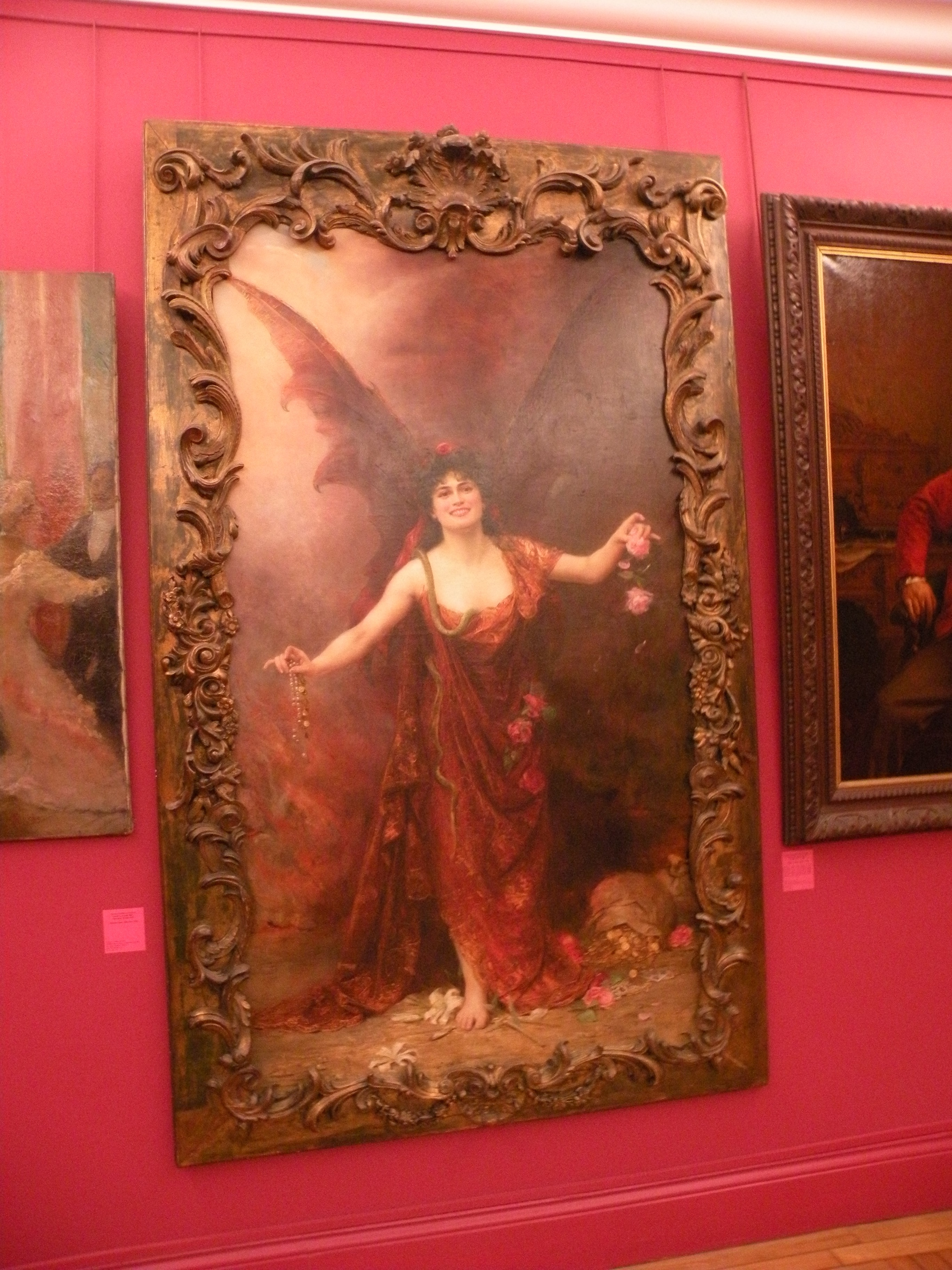
Madame Satan. Séduction. (1904, musée Antoine-Lécuyer).
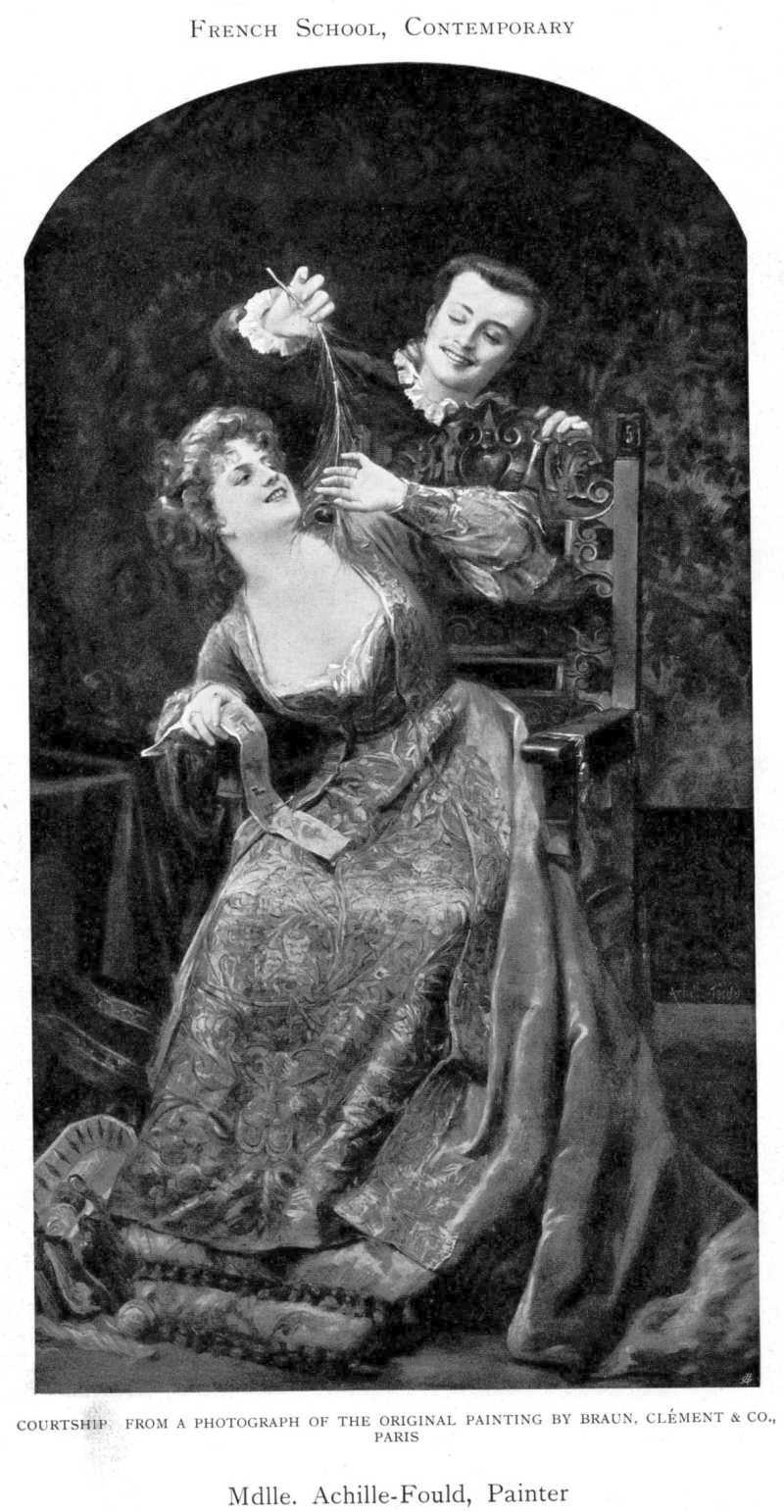
Foto van Courtship in het boek Women Painters of the World.
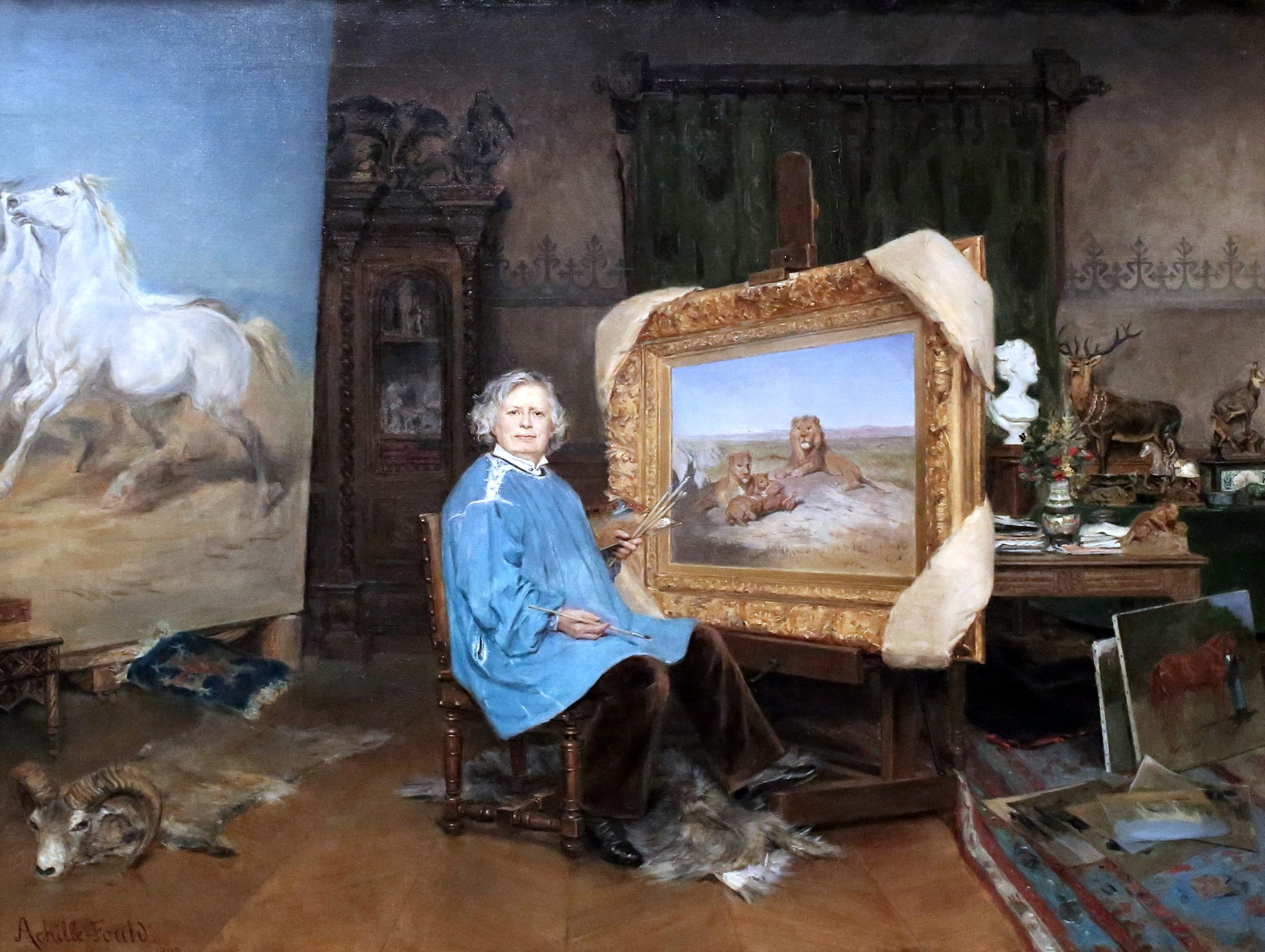
Rosa Bonheur in haar atelier. (1893, musée des Beaux-Arts de Bordeaux).
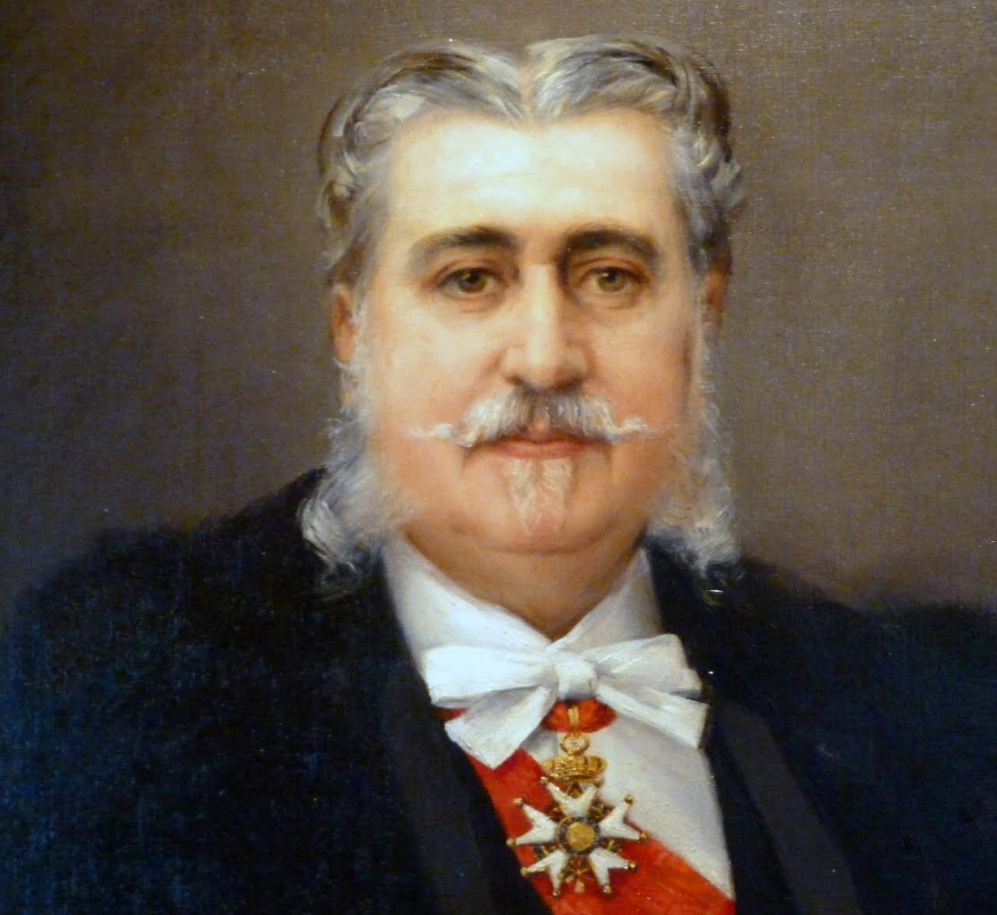
Portret van prins George Barbu Știrbei.

- Bibliothèque nationale de France: cb14869300b (data)
- Gemeinsame Normdatei: 1114426504
- International Standard Name Identifier: 0000 0000 4306 2472
- Library of Congress Control Number: no00013204
- RKD-Nederlands Instituut voor Kunstgeschiedenis: 109998
- Système universitaire de documentation: 249634813
- Union List of Artist Names: 500139459
- Virtual International Authority File: 21682032
- WorldCat: E39PBJdCkWwDRkxtG7ykc4yGHC